# バレルアルデヒド
バレルアルデヒド  (valeraldehyde) はアルデヒドの一種の有機化合物で、構造的にペンタンの誘導体にあたる。IUPAC名はペンタナール (pentanal)。その他の名称として、吉草酸アルデヒド、アミルアルデヒド (amyl aldehyde)、ブチルホルマール (butyl formal)、バレラール (valeral) がある。
ほとんどの有機化合物と任意の割合で混ざり合う。可燃性で、引火点は 12 ℃、自己発火点は 222 ℃ である。貯蔵中に爆発性の過酸化物が生成するおそれがある。甘酸っぱい焦げた刺激臭を持ち、特定悪臭物質のひとつだが、果物や酒の香り成分でもあり、食品添加物（香料）として利用されている。
有害性については、大量に摂取すると急性毒性を発揮するという情報がある一方で、反復投与毒性はないとする試験結果もある。蓄積性、発ガン性はないとみられる。
ラットLD50（経口）は 5.66 mL/kg、許容濃度は時間加重平均 50 ppmである。食品薬品安全センターの実験による無毒性量 (NOAEL) は300 mg/kg-体重/日 と見積もられている。BOD/TOD比が0.6以上と生分解性が高いことから、環境への残留性は低いとされる。

## 異性体

### イソバレルアルデヒド
バレルアルデヒドの構造異性体として、イソバレルアルデヒド (isovaleraldehyde) があり、イソ吉草酸アルデヒド、3-メチルブタナール (3-methylbutanal)、3-メチルブチルアルデヒド (3-methylbutyraldehyde) の別名を持つ。
性質はノルマル体に類似し、特定悪臭物質のひとつだが、果物や酒の香り成分でもあり、食品添加物（香料）として利用されている点も共通する。
引火点は −5 から 0℃、自己発火点は 210〜240℃ である。化学合成用途で利用されている。ラットLD50（経口）は 5,600 mg/kg。食品薬品安全センターの実験による無毒性量 (NOAEL) は 100 mg/kg-体重/日 と見積もられている。
細胞呼吸において、酸化還元酵素の 3-メチルブタナール還元酵素 (EC1.1.1.265) による、イソアミルアルコールとの酸化還元反応がある。

### 2-メチルブタナール

(R)-(−)-2-メチルブタナールの構造式

さらにメチル基の位置が異なる、不斉炭素を持つ2-メチルブタナール (2-methylbutanal)、別名 2-メチルブチルアルデヒド (2-methylbutyraldehyde) も存在する。
性質は光学異性体による差があり、臭気については (R)-(–) 体の閾値は、(S)-(+) 体の10倍である。香料や化学合成用途で利用されている。沸点 94 ℃、引火点 9 ℃。ラットLD50（経口）は 6400 mg/kg。